# روبي ويسليس
روبي ويسليس (بالإنجليزية: Robbie Wessels)‏ هو مغني وممثل جنوب أفريقي، ولد في 30 أكتوبر 1980 في جنوب أفريقيا.

## وصلات خارجية
- روبي ويسليس على موقع IMDb (الإنجليزية)
- روبي ويسليس على موقع ميوزك برينز (الإنجليزية)
- روبي ويسليس على موقع ديسكوغز (الإنجليزية)
- روبي ويسليس على موقع قاعدة بيانات الفيلم (الإنجليزية)